# Ononis striata
Bugrane striée, Ononis strié
Espèce
Ononis striata, la Bugrane striée, plus rarement nommée Ononis strié, est une espèce de plantes à fleurs de la famille des Fabaceae, de la sous-famille des Papilionoideae et du genre Ononis. C'un sous-arbrisseau à fleurs jaunes poussant dans les milieux secs, sur sols calcaires et pauvres. Endémique d'Europe, il est trouvé seulement en Espagne, en France et en Italie.

## Répartition
C'est une plante méditerranéenne montagnarde, endémique de France métropolitaine, d'Espagne et d'Italie. En France, elle est principalement présente dans le sud, soit les Pyrénées, le Midi en altitude, les Alpes, sur la marge sud et ouest du Massif central et dans la région Centre.

## Description

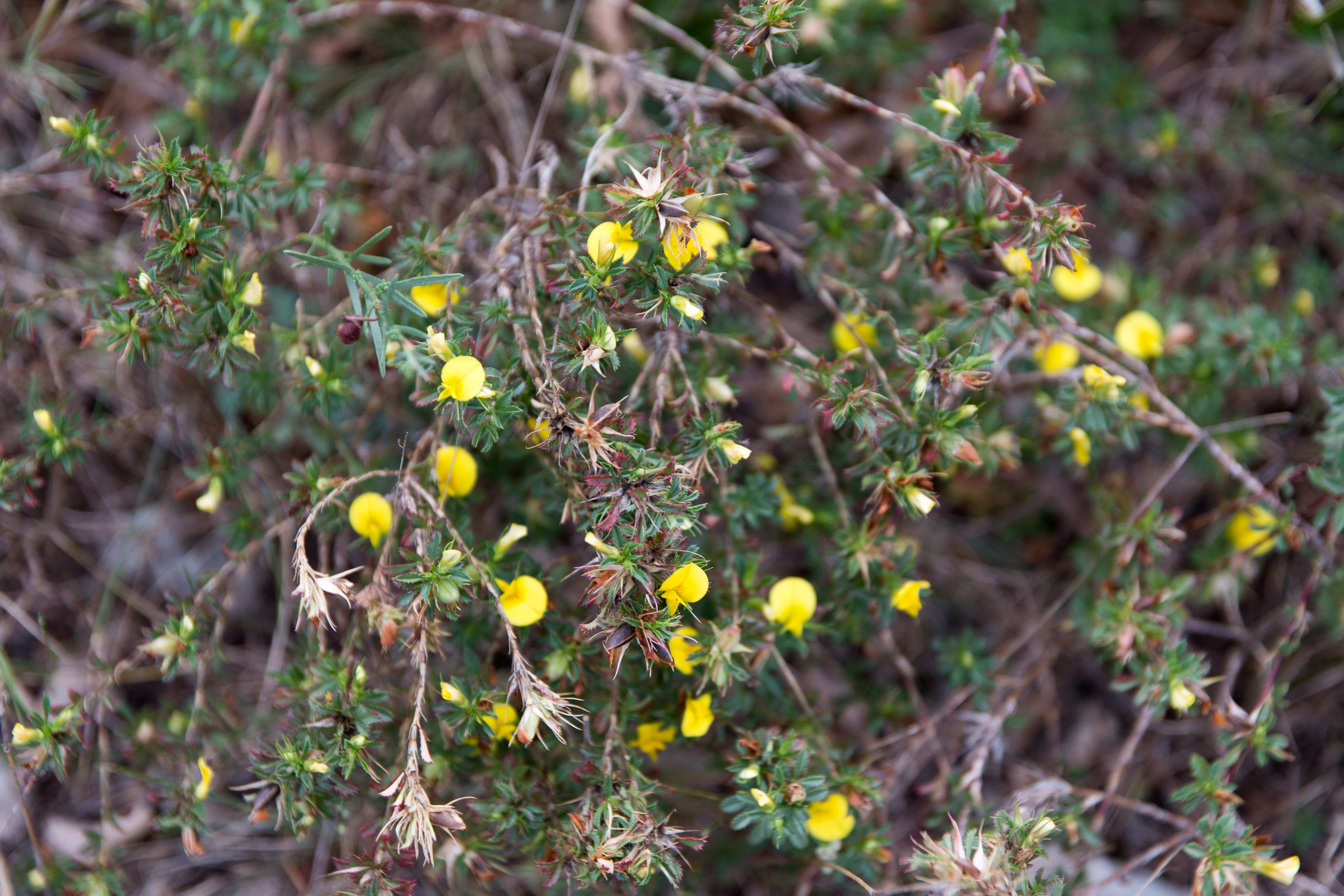
Aspect général.

### Appareil végétatif
C'est un sous-arbrisseau de 5 à 20 cm de hauteur, à tiges couchées, stolonifères, un peu ligneuses à la base et portant une ligne de poils discontinue. Les feuilles sont toutes divisées en trois folioles,, pétiolées, à folioles obovales en coin, fortement striées, dentées, la terminale pétiolulée. Les stipules sont lancéolées, denticulées, égalant presque le pétiole.

### Appareil reproducteur
Les fleurs sont jaune pâle, à étendard strié de rouge, terminant les rameaux, dépassant les feuilles, groupées par deux ou disposées en ombelle pauciflore courte, contenant jusqu'à six fleurs. Les pédoncules sont courts, mais plus longs que le tube du calice,. Les lobes du calice sont deux à trois fois plus longs que le tube. La corolle dépasse très légèrement le calice ou est plus courte que celui-ci. Le fruit est une gousse un peu plus courte que le calice, ovale, pubescente, contenant deux graines lisses ; il est noirâtre à maturité. La floraison a lieu en juin et juillet.

### Confusions possibles
L'espèce ne pose pas de problèmes de détermination en période de floraison ; à l'état végétatif, les critères de pilosité de la tige aident à sa détermination.

## Habitat et écologie
La Bugrane striée est une plante chaméphyte qui peut se multiplier grâce à des bourgeonnements souterrains. Elle pousse sur les pelouses et rocailles sur substrat calcaire, sol pauvre, clairières au sein de peuplements de Chênes pubescents. L'espèce est à l'origine des groupements Ononidetalia striatae et Ononidion striatae, groupements des pelouses et rocailles calcaires.
C'est une espèce caractéristique des steppes méditerranéo-montagnardes, des gazons à Seslérie bleue et Laîche sempervirente des Alpes méridionales, et des steppes méditerranéo-montagnardes à Stipa. C'est une espèce indicatrice des pelouses calcicoles méso-xérophiles atlantiques des mésoclimats froids, des pelouses calcicoles xérophiles atlantiques et thermophiles, des landes épineuses supraméditerranéennes des corniches et crêtes ventées des Préalpes méridionales, des landes épineuses supraméditerranéennes des corniches et crêtes ventées des Corbières, et des pelouses calcicoles xérophiles atlantiques des mésoclimats frais.

## Systématique
L'espèce est décrite en 1773 par le botaniste français Antoine Gouan, qui la classe dans le genre Ononis sous le nom binominal Ononis striata.
Ce taxon porte en français le nom normalisé « Bugrane striée »,, et plus rarement « Ononis strié ».
Ononis striata a pour synonymes :
- Ononis aggregata Asso, 1784[4],[1]
- Ononis reclinata Lam., 1793[4]
- Ononis rhinanthoides Lapeyr., 1813[4],[1]

## Menaces et conservation
C'est une espèce globalement très rare en France, menacée par la fermeture et la densification des milieux et la gestion sylvicole intensive. Elle est classée en danger critique d'extinction sur la Liste rouge des plantes vasculaires de la région Centre, mais en préoccupation mineure à l'échelle nationale.